# Drepanopus pectinatus
Espèce
Drepanopus pectinatus est une espèce de crustacés copépodes de la famille des Calanidae, faisant partie du zooplancton.